# Go! Princess Precure
Go! Princess PreCure (Go！プリンセスプリキュア, Gō! Purinsesu PuriKyua, lit. Vai! Princesas Bela Cura) é uma série de anime mahō shōjo produzida pela Toei Animation e a décima segunda série da franquia Pretty Cure de Izumi Todo.
O anime foi dirigido por Yuta Tanaka, que trabalhou em algumas temporadas da franquia, como Diretor Assistente em Yes! Precure 5 GoGo!, Heartcatch Precure!, entre outras temporadas. Escrito por Hitoshi Tanaka de Dragon Ball: Super Saiyajin Zetsumetsu Keikaku. O Design de Personagem ficou responsável por Yukiko Nakatani, que fez futuramente o Designs de Personagem para Tropical-Rouge! Pretty Cure.
A série estreou em 1 de fevereiro de 2015, substituindo a série anterior HappinessCharge PreCure! na programação e substituída por Witchy Pretty Cure! no ano seguinte.
Assim como as diversas outras temporadas, a temporada visualmente tem tema de princesas, mas também fala sobre proteger seus sonhos.

## História
Há muito tempo atrás, uma garota chamada Haruka Haruno, sonhava em se tornar uma princesa, como nos contos de fadas. No entanto, sempre era intimidada por suas colegas no jardim de infância, por causa de seu sonho. Mais tarde, ela conhece um rapaz chamado Kanata que lhe dá um estranho amuleto e faz uma promessa com ela, para que nunca desista de seus sonhos. Alguns anos mais tarde, agora com 13 anos de idade, Haruka começa a frequentar a Academia Nobre, para realizar seu sonho e tornar-se uma princesa, como em seu livro ilustrado.
Um dia, ela encontra duas fadas chamadas Pafu e Aroma, do Reino da Esperança, que foram seguidas por um estranho homem chamado Close. As fadas contam que Close trabalha para Dysdark, liderado por uma bruxa chamada Dyspear, que quer trazer desespero ao mundo, trancando os sonhos no Portão de Desespero. Com Haruka não tendo escolha, o charme que ela possuía, acaba virando uma chave e as fadas lhe dão um Princess Perfume, tornando-a uma das guerreiras escolhidas do Reino da Esperança: Cure Flora,a princesa das flores, uma Pretty Cure que lutará contra Dys Dark.
Mais tarde, ela se junta a Minami Kaido, a Cure Mermaid, a princesa do mar e Kirara Amanogawa, a Cure Twinkle,a princesa das estrelas. Haruka forma então uma equipa de princesas Pretty Cure, para recolherem as Dress Up Keys necessárias para abrirem a porta dos sonhos e ao mesmo tempo protegerem os sonhos de todas as pessoas, das garras de Dys Dark. Algum tempo depois, a vilã Twilight descobre que não é filha de Dyspear e que foi manipulada pela vilã. Ela se alia com as Precures, escolhendo o nome de Towa Akagi e lutando como Cure Scarlet, a princesa das chamas, para poder salvar seu reino Hope Kingdom (Reino da esperança) e seus pais das garras de Dyspear.

## Personagens

### Pretty Cures

#### Haruka Haruno (春野はるか)
Haruka é cheia de energia, apaixonada e determinada a seguir seu sonho de ser uma princesa. Ela acredita que o que não exige esforço não é um sonho, ou seja, para realizar seu sonho é necessário se esforçar para conseguir o que sonha. Porém, por conta do seu sonho ser muito distante de sua realidade e parecer inalcançável pode acabar desanimando, mas ela consegue se animar rapidamente e continua a persistir em seu sonho. No entanto, na Academia Noble, ela não é boa nos estudos e é desajeitada, se atrapalhando nas aulas de como ser uma princesa. Ela também é teimosa e imprudente quando se fala de tentar coisas novas. Seu aniversário é no dia 10 de Abril.
Suas frases de efeito são: "Muito Incrível!" (ステキすぎる！, Sutekisugiru!) e "...está em plena floração!" (______満開だよ！, Mankaida yo!)
Quando ganha seu Princess Perfume e seu Dress-Up Key ela se torna Cure Flora, a princesa das flores. Sua frase de introdução é: "A Princesa das Flores Florescentes! Cure Flora!"  (咲きほこる花のプリンセス！キュアフローラ！, Sakihokoru hana no purinsesu! Kyua Furōra!). Seu primeiro ataque foi o "Turbilhão Floral"  (フローラルトルビヨン, Furōraru Torubiyon)

#### Minami Kaido (海藤みなみ)
Chamada de "A Princesa da Academia Noble". Minami é recatada, nobre e inteligente, além de bastante responsável. Ela é justa e atenciosa com os outros e provavelmente se preocupará com eles se ocasionalmente se colocarem em perigo. Minami tem dificuldade de dizer como se sente e tomar suas próprias decisões e assim contar à sua família seu verdadeiro sonho de ser bióloga marinha. Seu aniversário é dia 20 de Julho.
Quando ganha seu Princess Perfume e seu Dress-Up Key ela se torna Cure Mermaid (キュアマーメイド), a princesa dos mares. Sua frase de introdução é: "A Princesa dos mares cristalinos! Cure Mermaid!" (澄み渡る海のプリンセス！キュアマーメイド！, Sumiwataru umi no purinsesu! Kyua Māmeido!). Seu primeiro ataque foi o "Ondulação de Sereia" (マーメイドリップル, Māmeido Rippuru)

#### Kirara Amanogawa (天ノ川きらら)
Kirara é amigável e brincalhona, principalmente com quem tem proximidade. Ela é bastante madura e é admirada pelo seu charme e sua beleza. Por outro lado, acaba se cobrando demais enquanto trabalha como modelo e pretty cure e também ela é bastante teimosa, mas não teve medo de colocar suas responsabilidades acima do seu sonho. Seu sonho de ser modelo foi uma inspiração de sua mãe, Stella Amanogawa, que foi uma top model super famosa. Seu aniversário é no dia 12 de Setembro.
Quando ganha seu Princess Perfume e seu Dress-Up Key ela se torna Cure Twinkle (キュアトゥインクル), a princesa das estrelas. Sua frase de introdução é: "A Princesa das estrelas cintilantes! Cure Twinkle!" (きらめく星のプリンセス！キュアトゥインクル！, Kirameku hoshi no purinsesu! Kyua To~uinkuru!). Seu primeiro ataque foi o "Cantarolar das Estrelas" (トゥインクルハミング To~uinkuru Hamingu)

#### Akagi Towa (紅城トワ)
Princess Hope Delight Towa (プリンセス・ホープ・ディライト・トワ), mas se nomeou como Towa Akagi residindo na Terra. A princesa de Hope Kingdom, quando criança, foi enganada por Dyspear e levada à escuridão, o que a fez adotar o nome de Twilight (トワイライト), enquanto membra de Dys Dark, porém ela é purificada e voltar a ser quem era.
Enquanto Twilight, ela acreditava que sonhos era ilusões que as pessoas se importavam e via as pretty cures como falsas princesas. Twilight possuia um Dress-Up Key sombrio feito por Dyspear que conseguia atacar as pretty cures, mas no episódio 20 ganha um Dress-Up Key capaz de a transformar em Black Princess. Sua frase de efeito é: "Nobre, Preciosa e Bela."
Como Towa, ela se mostra ingênua e desajeitada e também demora de se adaptar aos costumes da Terra. Towa é educada, formal, gentil, corajosa e prestativa, se importando com seus amigos, porém se tornou bastante observadora e consegue sentir e diferenciar as ameaças depois de ser enganada por Dyspear. Ela também começa a ser mais independente, sem precisar da ajuda de seu irmão Kanata. Toga sempre gostou, desde criança com o Kanata, de tocar violino. Seu aniversário é dia 15 de Dezembro.
Quando ganha seu Princess Perfume e seu Dress-Up Key ela se torna Cure Scarlet (キュアスカーレット), a princesa do fogo. Sua frase de introdução é: "A Princesa das chamas carmesim! Cure Scarlet!" (真紅の炎のプリンセス！キュアスカーレット！, Shinku no honō no purinsesu! Kyua Sukāretto!). Seu primeiro ataque é o "Chama da Fênix" (フェニックスブレイズ Fenikkusu Bureizu)

### Mascotes

#### Pafu (パフ)
Pafu é uma fada que tem aparência de um poodle e também possui uma forma humana. Ela é mimada, principalmente pelo seu irmão mais velho Aroma, ela também é falante, feminina e despreocupada. Ela adora moda e fica feliz em experimentar diferentes penteados e roupas. Quando se trata de cuidar de alguém, ela também se mostra atenciosa e protetora. No entanto, ela pode ser hipersensível a qualquer um que a confunda com um cachorrinho ou um tanuki. Ela também se mostra desajeitada. Ela termina suas frases com "~pafu"

#### Aroma (アロマ)
Aroma é uma fada que tem aparência de pássaro e uma forma humana, ele é irmão mais velho de Pafu e vive em Hope Kingdom antes de ir atrás das Pretty Cures. Aroma é uma fada alegre e confiável. Às vezes, ele importuna as meninas em seus esforços para transformá-las em verdadeiras princesas. Ele termina suas frases com "~roma" (ロマ)

#### Senhorita Shamour (ミスシャムール)
Shamour é uma fada real originária de Hope Kingdom. Como fada sua aparência é lembrada como de um gato siamês, mas também ela possui uma forma humana. Ela ensinou Kanata e Towa a tocarem violino quando eram pequenos. Shamour como professora é séria e dedicada, também bem severa em suas atividades, porém possui paciência, ela ensina as meninas com o objetivo de serem verdadeiras princesas e como Grand Princess. Ela também gosta de aprender coisas novas e descobrir a cultura da Terra. Além do mais, ela ensina seus conhecimentos a qualquer um, independente de sua origem.

### Dys Dark

#### Dyspear (ディスピア)
Dyspear é a líder e feiticeira implacável de Dys Dark. Seu objetivo é espalhar desespero e caos pelo mundo e ela não gosta de sonhos e esperanças. Dyspear é implacável e astuta, ela também é muito manipuladora, aproveitando-se do sonho de Towa de se tornar uma Grande Princesa para atraí-la para longe do Reino da Esperança e causar desespero em seus moradores. Dyspear também gosta de brincar com as emoções das pessoas. Ela detesta completamente o fracasso.

#### Zetsuborg (ゼツボーグ)
Zetsuborg são os monstros da temporada. Criados quando os comandantes trancam o sonho de uma vítima atrás do Portão do Desespero, roubando o poder do sonho e criando um Zetsuborg

#### Three Musketeers (三銃士. Tradução: Os Três Mosqueteiros)

##### Close (クローズ)
Close é um dos comandantes de Dys Dark e membro dos Três Mosqueteiros. Ele tem a aparência e a personalidade irascível de um astro do rock. Close é uma pessoa rigorosa, temperamental e teimosa que não se importa com os sentimentos dos outros. Ele sempre tenta persuadir seus companheiros de equipe a seguirem seus planos, mesmo que sejam cruéis. Ele desde o início sempre odiou muito a Cure Flora.

##### Shut (シャット)
Shut adora tudo o que é belo, se apresenta de forma elegante e feminina, mas considera os sonhos inúteis. Porém é um narcisista e péssimo perdedor. Shut parece ser bastante medroso e tímido em algumas ocasiões.
Quando interage com os outros, geralmente demonstra uma atitude fria e hostil. Mas quando conhece alguém que o trata com gentileza, ele pode se mostrar grato.

##### Lock (ロック)
Como Lock, ele é um garoto de coração frio que gosta de insultar e machucar suas vítimas. No episódio 30 , ele até revela que tinha seus próprios planos o tempo todo, sedento por poder o suficiente para tentar tomar o trono de Dyspear .
Kuroro estava brincando com outras duas amigas fadas quando Dyspear atacou e trancou seus amigos em gaiolas junto com seus sonhos. Logo depois, um casaco misterioso persegue Kuroro e ele logo é possuído por ele.
Depois de purificado, Kuroro sente remorso pelos seus pecados passados e se torna antissocial, com medo de encarar as pessoas, pois acredita que o desprezam pelo que cometeu. Mas, depois de passar um tempo e fazer amizade com a Srta. Shamour e as meninas, ele aprende a abrir seu coração para amizades e está disposto a se aprimorar como uma fada real em treinamento.

#### Stop & Freeze (ストップ＆フリーズ)
Stop & Freeze nasceram das sementes que Close plantou. Ambos são muito sérios e robóticos e nunca brincam quando se trata de cumprir os comandos de Dyspear .

### Outros Personagens

#### Príncipe Kanata (カナタ王子)
Kanata é o príncipe de Hope Kingdom, assim como sua irmã mais nova Towa é princesa. Kanata tem coração gentil e também é bastante corajoso, mas também encoraja os outros a realizarem seus sonhos. Ele encontra Haruka quando pequena e diz para a mesma não desistir do seu sonho de ser princesa, da mesma forma que incentivou Towa a buscar seu sonho de ser uma Grand Princess. Em uma das batalhas contra Dyspear ele perde suas memórias, porém as meninas mais tarde voltam para lutar contra Stop & Freeze, e isso o faz relembrar de tudo até aquele ponto da luta.

#### Nanase Yui (七瀬ゆい)
Yui Nanase é amiga das personagens principais e acompanha as meninas entre os mundos e nas atividades de Pretty Cure. Yui é bastante amigável e prestativa como aliada, até onde consegue pela sua falta de poderes. Porém mesmo não tendo poderes, Yui sabe que faz bastante diferença no grupo, com Towa a descrevendo como "O Sol das Pretty Cures", pois ela dá esperança as meninas e as lembram do que é mais importante. Seu sonho é se tornar uma ilustradora de livros infantis.

## Vozes
| Personagens                     | Vozes Originais  |
| ------------------------------- | ---------------- |
| Haruka Haruno / Cure Flora      | Shimamura Yuu    |
| Minami Kaido / Cure Mermaid     | Asano Masumi     |
| Kirara Amanogawa / Cure Twinkle | Yamamura Hibiku  |
| Toga Akagi / Cure Scarlet       | Sawashiro Miyuki |

## Filmes
Go! Princess Precure possui um filme da temporada intitulado de "Go! Princess Pretty Cure O Filme: Go! Go!! Uma linda sessão tripla!!!" (映画　Go！プリンセスプリキュア Go! Go!! 豪華3本立て!!!, Eiga Go! Princess Precure Go! Go!! Gōka 3-bon Date!!!). O filme foi lançado em 31 de Outubro de 2015, enquanto suas versões em Blu-Ray e DVD foram lançados em 16 de março de 2016.

As personagens também protagonizaram o filme All Stars "Pretty Cure All Stars: O Carnaval da Primavera♪" (プリキュアオールスターズ 春のカーニバル♪, Purikyua Ōru Sutāzu Haru no Kānibaru♪). Lançado em 14 de Março de 2015, enquanto em Blu-Ray e DVD saíram em 15 de Julho de 2015.